# As the Fates Decree
As the Fates Decree è un cortometraggio muto del 1912 diretto da Oscar Eagle.
Fu l'unica sceneggiatura firmata dall'attrice Virginia Pearson.

## Produzione
Il film fu prodotto dalla Selig Polyscope Company

## Distribuzione
Distribuito dalla General Film Company, il film - un cortometraggio in una bobina - uscì nelle sale cinematografiche statunitensi il 2 settembre 1912.